# Шоу, Хью Мюррей
Хью Мю́ррей Шо́у (англ. Hugh Murray Shaw; 13 ноября 1876 года, Кинтор, Онтарио — 3 апреля 1934 года) — канадский фермер, владелец ранчо и политик. Член Палаты общин Канады от провинции Альберта (1917—1921).

## Биография
Родился в селении Кинтор (ныне часть таунщипа Зорра, графство Оксфорд, провинция Онтарио).
На федеральных выборах 1917 года был избран в Палату общин Канады от избирательного округа Маклауд, победив двух других кандидатов с большим отрывом. В парламенте представлял Юнионистскую партию. На следующих федеральных выборах 1921 года попытался переизбраться как кандидат от Консервативной партии Канады, но был побеждён кандидатом от Прогрессивной партии Джорджем Гибсоном Кутом. После поражения ушёл из политики.
Умер 3 апреля 1934 года.